# На берегу неба
На берегу неба (срп. На обали неба) је други студијски албум руског поп певача Диме Билана који је објављен 2004.

## Списак композиција
На албуму се налазе следеће песме:

## На берегу неба +
Поновно издање албума је поред првобитних 15, садржало још 3 нове песме (енглеске верзије песама На Берегу Неба, Ты Должна Рядом Быть и Как Хотел Я) :
- Between The Sky And Heaven 4:02
- Not That Simple 3:40
- Take Me With You 3:43